# Deutsche Lufthansa (Deutsches Reich)

Bereits 1918 hatte Otto Firle für die Deutsche Luft-Reederei das auch heute noch international bekannte Kranich-Logo der 1926 gegründeten Deutschen Luft Hansa AG kreiert. In den Jahren 1933 bis 1945 war die in Deutsche Lufthansa AG umbenannte Fluggesellschaft gehalten, die Hakenkreuzfahne des NS-Regimes auf den Seitenleitwerken ihrer Flugzeuge aufzutragen.

Die Deutsche Lufthansa AG (DLAG), bis 1933 Deutsche Luft Hansa AG (DLH), war die nationale Fluggesellschaft des Deutschen Reiches (Weimarer Republik und NS-Staat). Sie wurde am 6. Januar 1926 in Berlin gegründet und musste den Flugbetrieb mit dem Ende des NS-Staats 1945 einstellen.
Die Anfänge der Lufthansa in den 1920er- und 1930er-Jahren waren die Pionierzeit des deutschen Linienflugverkehrs. Der Lufthansa gelangen zahlreiche Pionierleistungen und betriebswirtschaftliche Erfolge. Bereits bis zum Ende der 1920er-Jahre etablierte sich die Deutsche Luft Hansa als internationale Luftfahrtgesellschaft mit dem erklärten Ziel, ein Liniennetz zwischen allen europäischen Metropolen zu knüpfen. Während der Passagierverkehr der 1933 in Deutsche Lufthansa AG umbenannten Fluggesellschaft in Berlin seit den 1930er Jahren auf dem Zentralflughafen Tempelhof abgefertigt wurde, entwickelte sich der Berliner Flugplatz Staaken ab Mitte der 1930er Jahre zur Hauptwerft der Lufthansa. Gemessen an der Infrastruktur und der Vielzahl der Werks- und Überführungsflüge entsprach der Flugplatz Staaken einem Großflughafen nach damaligen Maßstäben. Allerdings diente die Lufthansa-Hauptwerft bis zum Ende des Zweiten Weltkriegs größtenteils der Luftwaffe der Wehrmacht, das heißt neben der einträglichen Reparatur von Kriegsflugzeugen insbesondere auch als Tarnung der Entwicklung und Austestung militärischer Luftfahrttechnik.
Die Aktiengesellschaft wurde im Jahr 1951 von den Alliierten endgültig liquidiert. Die heutige Deutsche Lufthansa AG ist nicht Rechtsnachfolgerin der „alten“ Deutschen Lufthansa AG.

## Gründung der Deutschen Luft Hansa AG

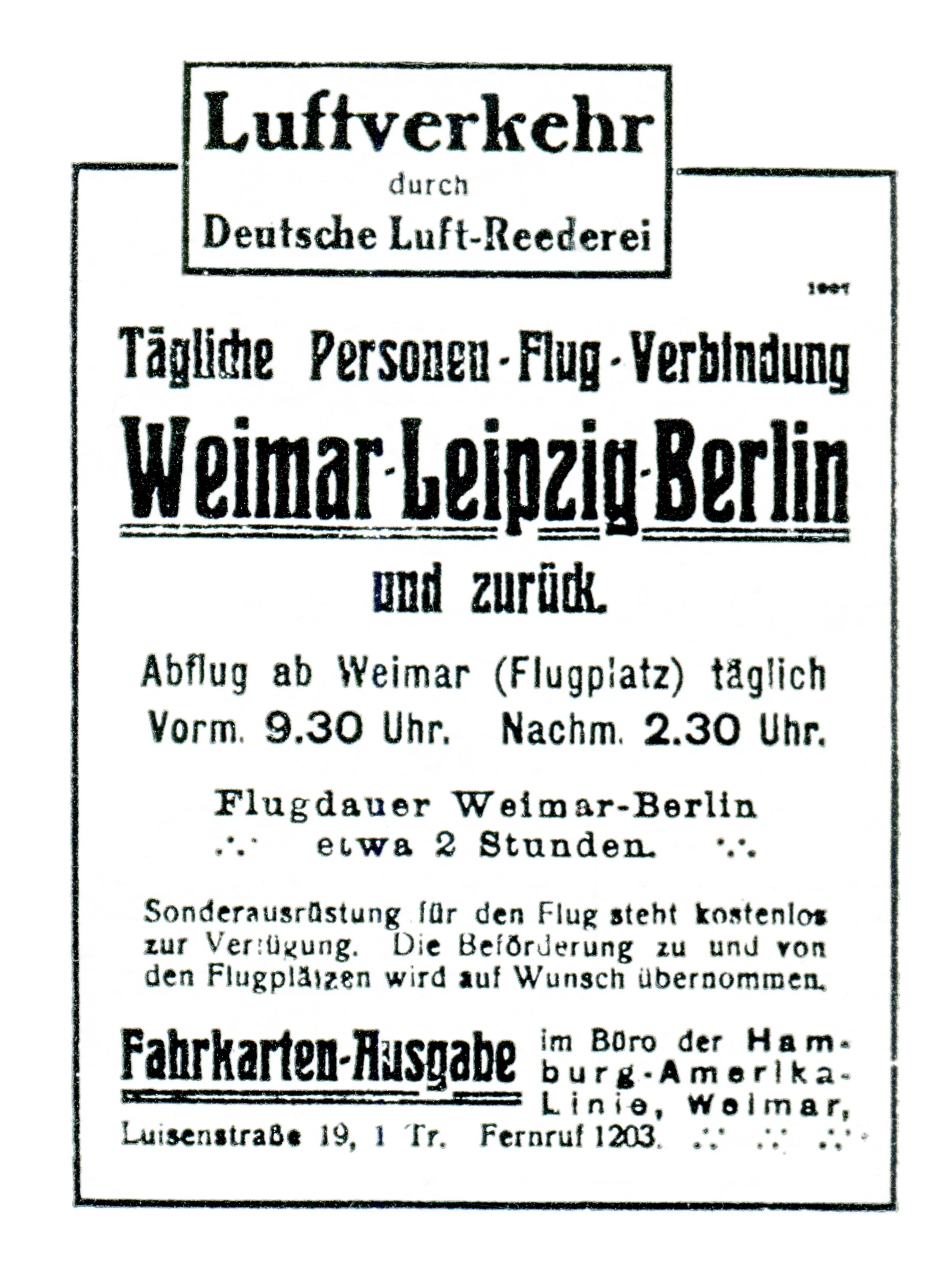
Plakat Deutsche Luft-Reederei Weimar-Leipzig-Berlin 1919

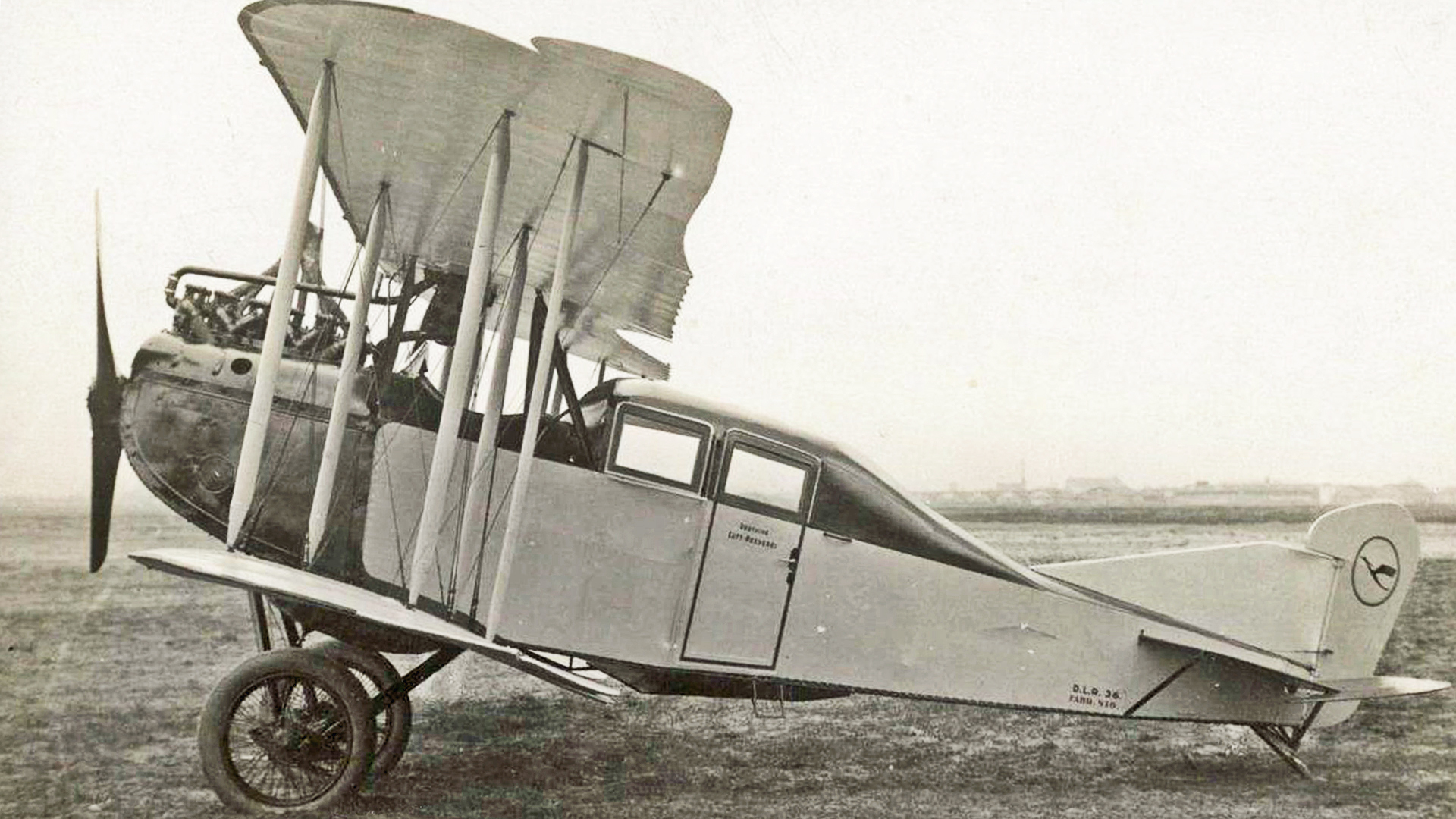
Eine AEG J.II Kabine der Deutschen Luft-Reederei (D.L.R.), die bereits das „Kranich“-Logo am Seitenruder führte.

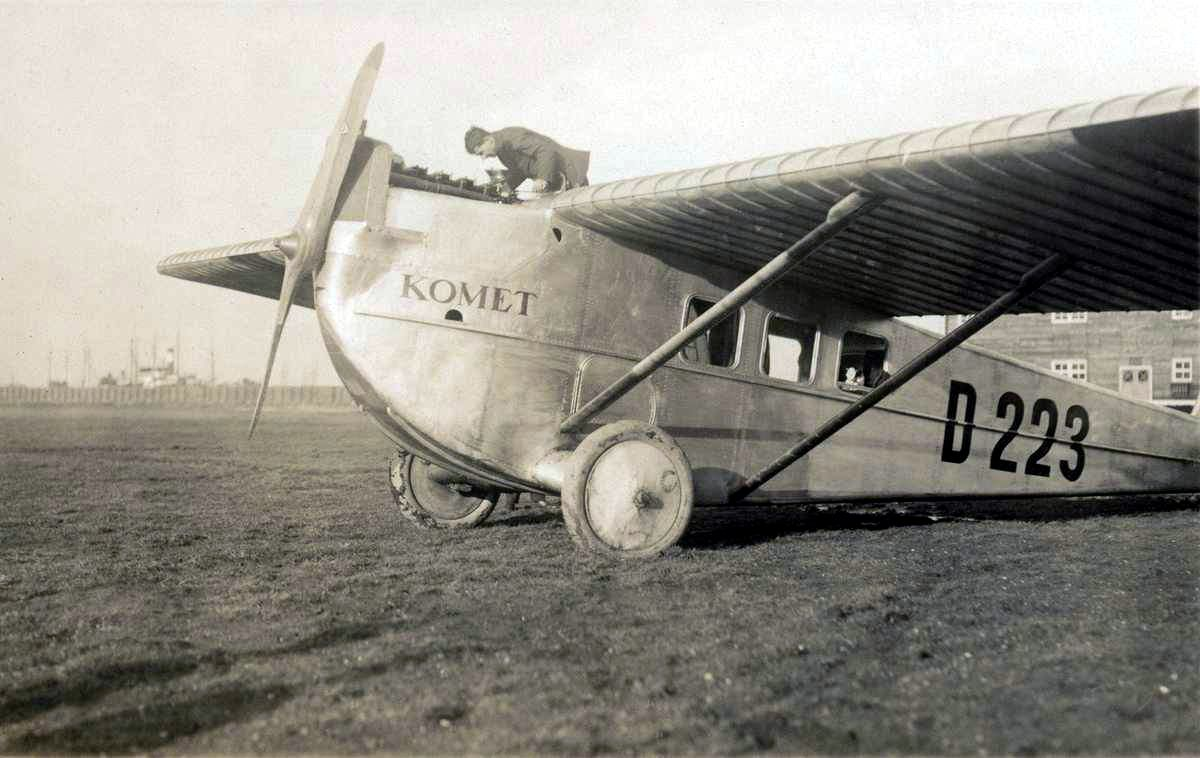
Mit Eröffnung der Linienverbindung zwischen Berlin-Staaken und London 1922 mit einer Komet II (Kennzeichen D-223) hatte die D.L.R. zugleich den deutschlandweit ersten Flugliniendienst ins Ausland begonnen.

Im Dezember 1917 gründeten die Firmen HAPAG, Luftschiffbau Zeppelin und AEG unter Mitwirkung der Deutschen Bank die Deutsche Luft-Reederei (D.L.R.). Ihren ersten Linienflug führte die D.L.R. im Februar 1919 von Berlin nach Weimar durch. Diese Verbindung gilt als die erste zivile Fluglinie Deutschlands. 1920 fusionierte die D.L.R. mit der Sablatnig Flugzeugbau GmbH zur Lloyd Luftverkehr Sablatnig. 1923 legten HAPAG und Norddeutscher Lloyd ihre Luftfahrtinteressen im Deutschen Aero Lloyd zusammen.
Im selben Jahr, nach Ende der Inflation, ging eine Initiative von der Reichsregierung aus, die sich eine Verringerung der Subventionszahlungen an die beiden hoch verschuldeten Unternehmen Deutscher Aero Lloyd und Junkers Luftverkehr AG durch deren Fusion erhoffte. Auf privatwirtschaftlicher Seite spielte der stellvertretende Direktor der Deutschen Bank, Kurt Weigelt, dabei eine bedeutende Rolle. Vorsitzender der Fusionskommission war Max Schwab, Vorstandsvorsitzender der Rheinbahn AG in Düsseldorf, die wegen ihrer Beteiligung an der Düsseldorfer Flughafenbetriebsgesellschaft an der Entwicklung des Luftverkehrs interessiert war. Anlässlich der Aufnahme des Flugverkehrs Dresden–München wurde bei der Eröffnungsfeier im Dresdner Rathaus der Name Luft Hansa für diese neue geplante Gesellschaft kreiert.

Am 6. Januar 1926 erfolgte die Fusion der beiden Unternehmen durch Gründung der Deutschen Luft Hansa Aktiengesellschaft mit Sitz Berlin. Bereits zu diesem Zeitpunkt verfolgten mehrere der Gründungsmitglieder bzw. die sie beauftragenden und im Hintergrund agierenden Institutionen, rein militärische Ziele mit diesem Schritt. Sie sahen in dem Konstrukt der AG lediglich eine geeignete Form, eine deutsche Luftrüstung und moderne Luftwaffe gegen die Bestimmungen des Versailler Vertrages aufzubauen. Zum provisorischen Direktorium gehörten: Major Martin Wronsky, Otto Julius Merkel (Deutscher Aero Lloyd) sowie Erhard Milch (Junkers), der anschließend Technischer Direktor und Vorstandsmitglied der Deutschen Luft Hansa AG und ab 1942 als glühender Verfechter des Nationalsozialismus Aufsichtsratsvorsitzender der bereits seit 1933 personell eng mit dem NS-Regime verflochtenen Deutschen Lufthansa AG wurde.

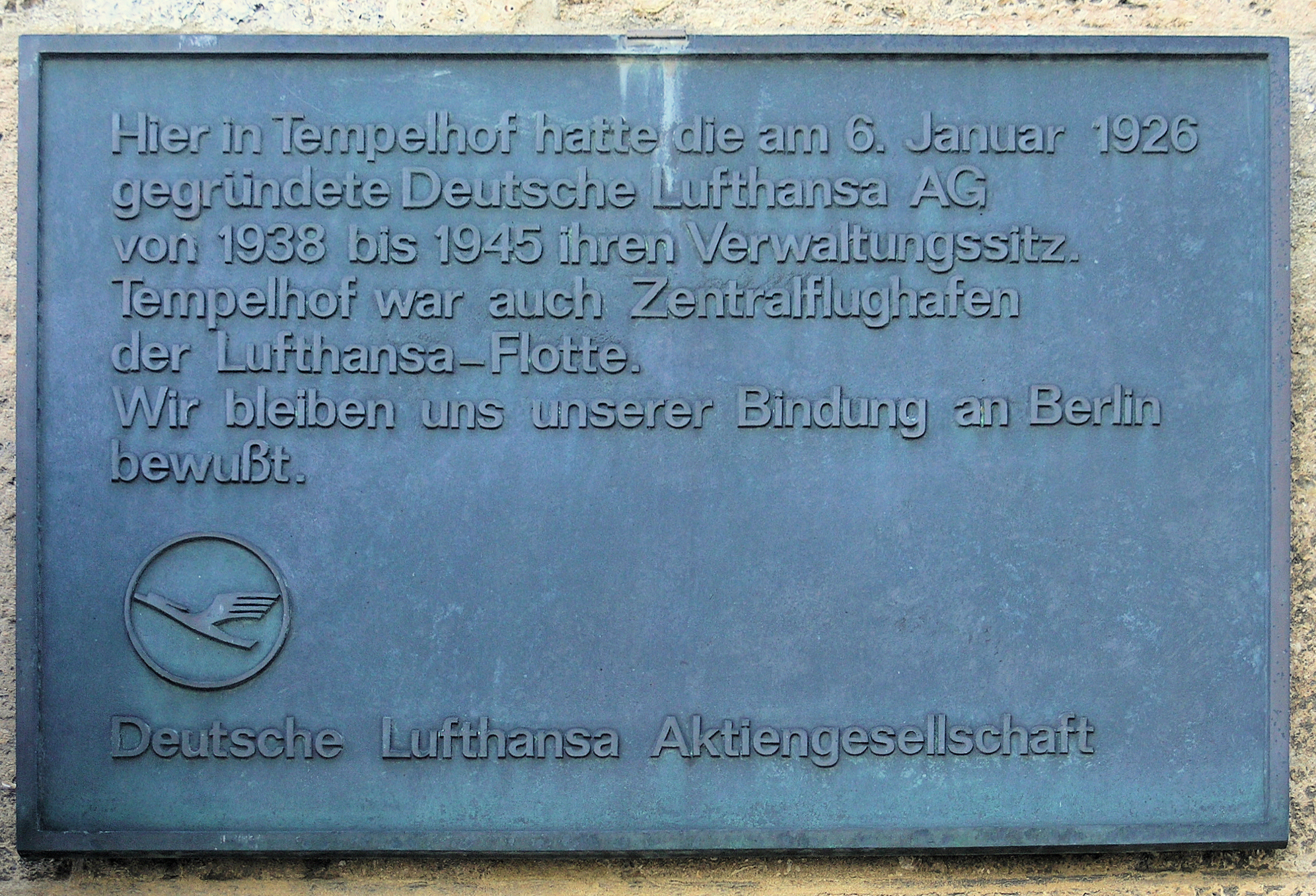
Gedenktafel am Haus Platz der Luftbrücke 5, in Berlin-Tempelhof. Auftraggeber für die Gedenktafel war die heutige Deutsche Lufthansa AG mit Sitz in Köln.

## 1920er-Jahre

Streckennetz der Luft Hansa vom Sommer 1926 (s. a.)

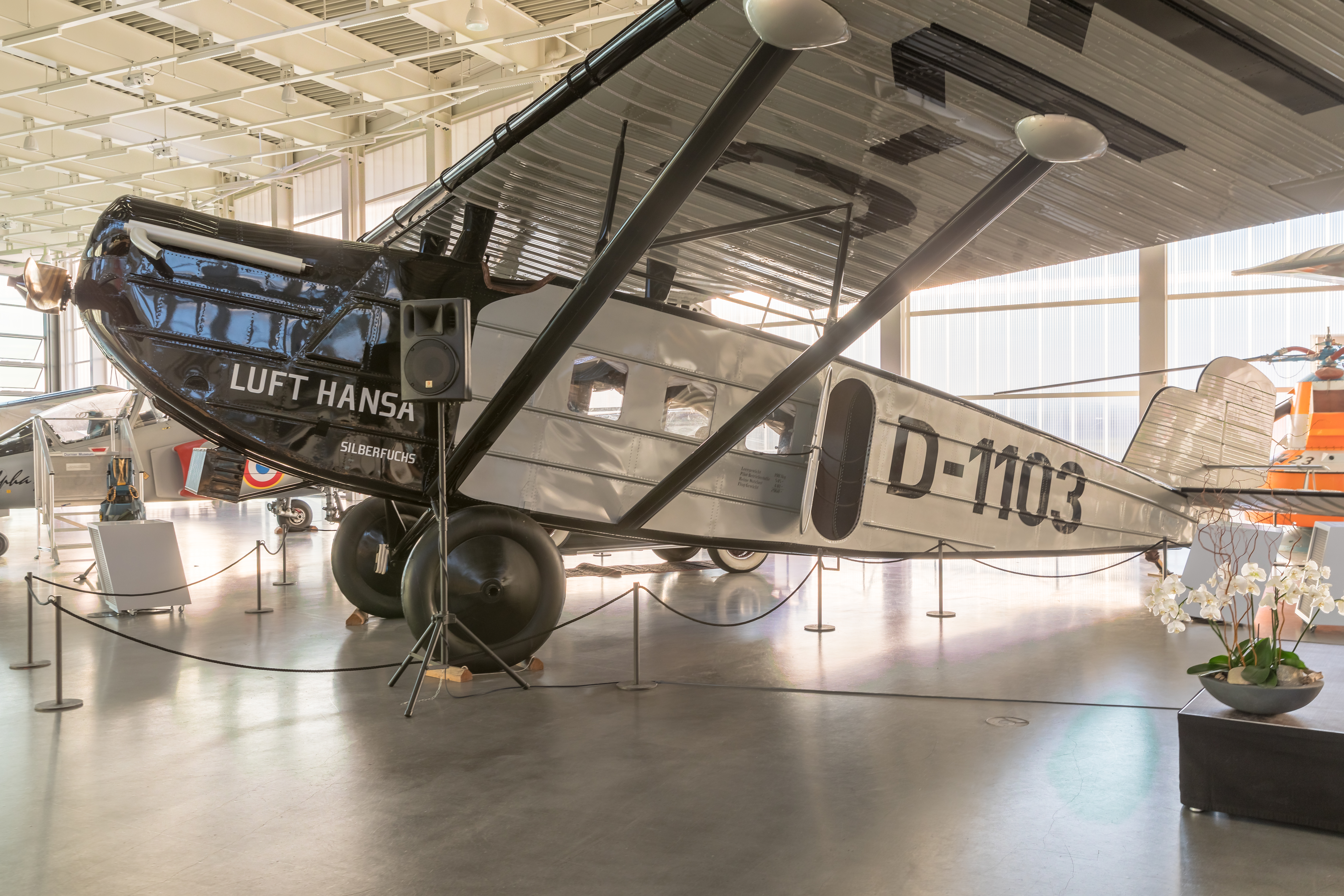
Die Dornier Merkur für bis zu 8 Passagiere galt 1927 als das wirtschaftlichste Flugzeug der Luft Hansa

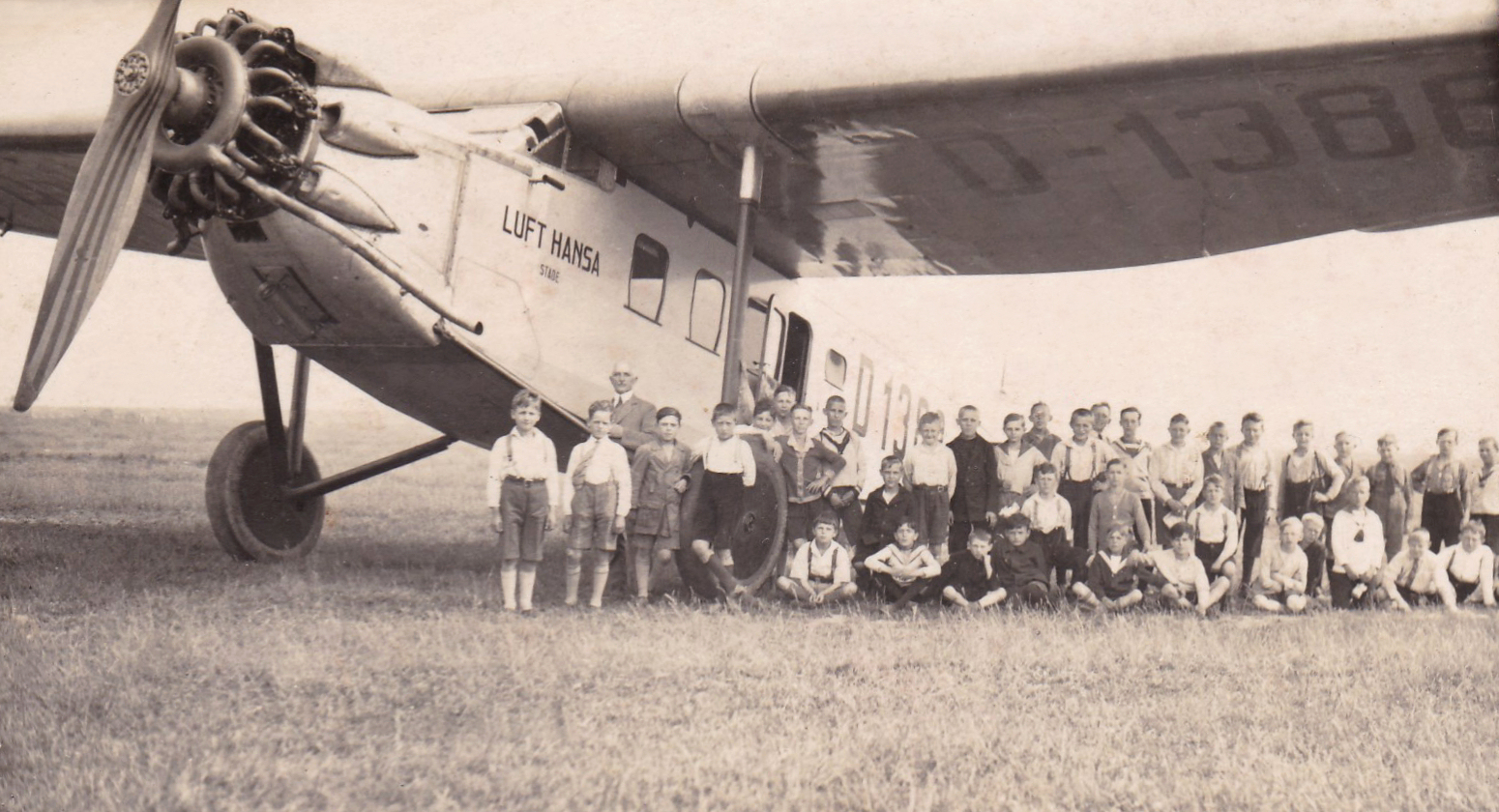
Die Deutsche Luft Hansa Focke-Wulf A 17, am Flugplatz Weddewarden (1927)

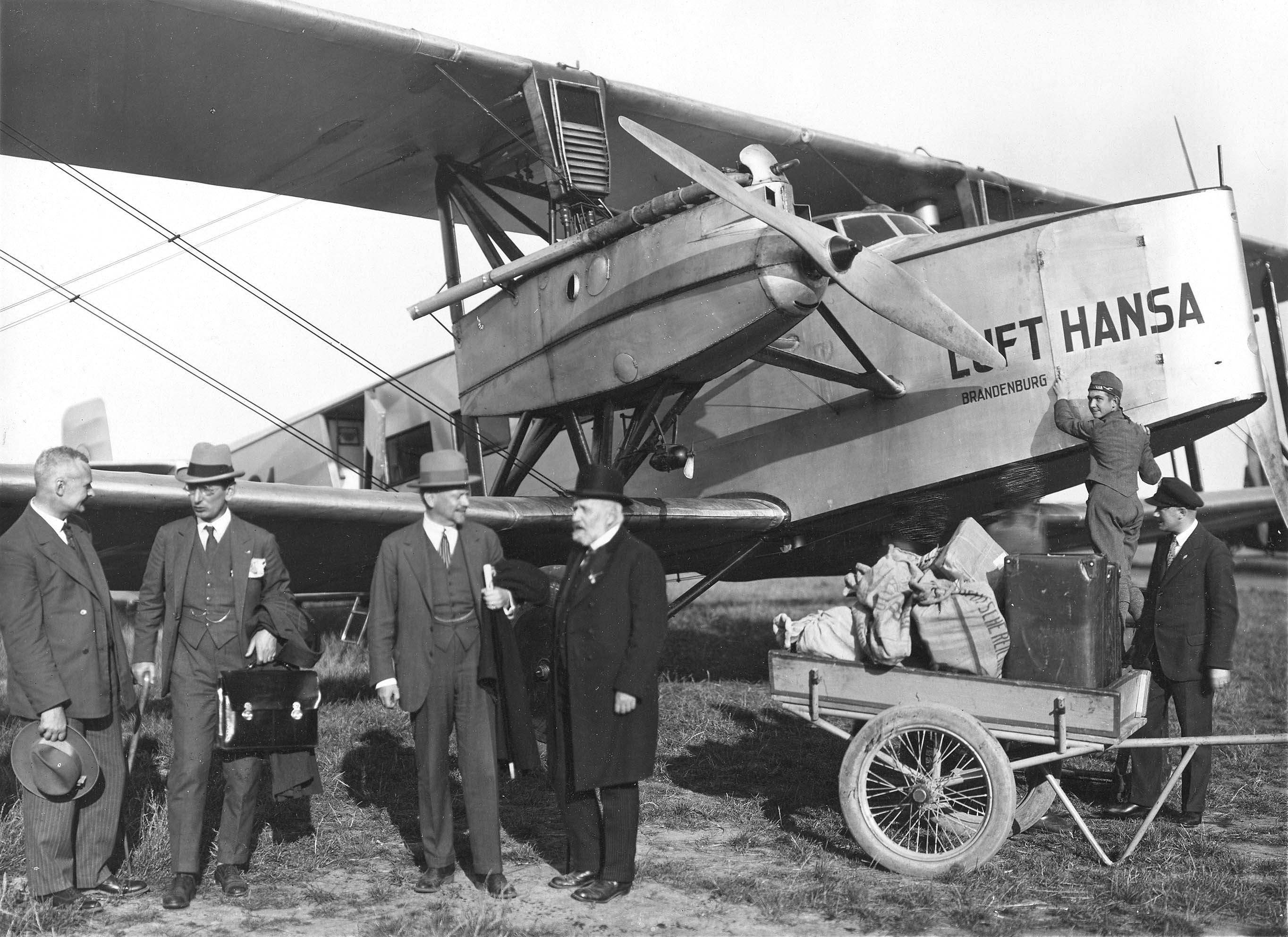
Eine Deutsche Luft Hansa Albatros L 73, genannt Brandenburg, am Flugplatz Stettin (1927)

Den Schritten zur Gründung der Luft Hansa AG ab Oktober 1925 lagen neben verkehrstechnischen Gesichtspunkten auch militärische Motive zugrunde. Die Flugzeugflotte der Deutschen Luft Hansa Aktiengesellschaft (Luft Hansa) umfasste an ihrem Gründungstag 6. Januar 1926 (s. o.) 162 Flugzeuge, davon waren die meisten veraltete Militärmaschinen aus dem Ersten Weltkrieg. Jedoch verfügte Luft Hansa mit der Junkers F 13 auch über das erste als Passagiermaschine in Serie gefertigte Ganzmetallflugzeug.
Anfänglich hatte der Berliner Flugplatz Staaken gute Aussichten, der Hauptflughafen der Luft Hansa zu werden. Jedoch wurde innerhalb kurzer Zeit der für den Passagiertransport verkehrsgünstiger gelegene Flughafen Berlin-Tempelhof zum offiziellen Heimatflughafen der Lufthansa, während der Flugplatz Staaken im Wesentlichen für Trainingsflüge und Wartungsarbeiten in den dortigen Luft-Hansa-Hallen genutzt wurde, die Anfang der 1930er Jahre zum Hauptstandort der damaligen Lufthansa Technik ausgebaut wurden.
So startete am 6. April 1926 der erste Linienflug der Luft Hansa vom Flughafen Tempelhof. Da das Ziel dieses Flugs Zürich (Flugplatz Dübendorf) war, über Halle, Erfurt und Stuttgart (Flughafen Böblingen), handelte es sich zugleich um den ersten planmäßigen Auslandsflug der Luft Hansa. Das eingesetzte Flugzeug, ein Fokker-Grulich-Hochdecker, trug als Firmenlogo der neuen Fluggesellschaft das blau-gelbe Kranich-Emblem, das aus der Kombination der Firmenlogos der beiden Vorgängerfirmen entstand.
Bereits in ihrem Gründungsjahr hatte die Luft Hansa Versuche mit Nachtflügen unternommen. Als Ergebnis dieser Versuche konnte ein Nachtpost- und Nachtfrachtverkehr aufgenommen werden. Ab dem 1. Mai wurde die erste Nachtflugstrecke mit einer dreimotorigen Junkers G 24 vom Flugplatz Tempelhof in Berlin nach Königsberg (Flughafen Devau) eröffnet.
Ebenfalls bereits im Gründungsjahr wurden Anteile an der 1921 gegründeten Deutsch-Russischen Luftverkehrsgesellschaft (Deruluft) übernommen. Aufsehen erregte die Einrichtung einer regelmäßigen Flugverbindung Berlin–Moskau, einer damals ungewöhnlich weiten Strecke.
Nach dem Fall der Beschränkungen für die deutsche Luftfahrt durch das Pariser Luftfahrtabkommen wurde im Gründungsjahr eine Fluglinie Berlin–Köln (Butzweilerhof)–Paris (Le Bourget) in Zusammenarbeit mit den französischen Lignes Farman eingerichtet. Im Sommer kamen die beliebten Bäderstrecken an Nord- und Ostsee hinzu. Ende des Jahres waren bei der Luft Hansa bereits 1527 Personen beschäftigt. Laut Bilanz des ersten Betriebsjahrs wurden mehr als sechs Millionen Flugkilometer zurückgelegt und 56.268 Fluggäste, 258 Tonnen Fracht sowie 301 Tonnen Post transportiert.
Im Jahr 1927 kam eine Reihe weiterer Strecken hinzu, so die Strecke München–Salzburg–Klagenfurt–Venedig. Über die Ostsee führte die von Flugbooten bediente Teilstrecke der Verbindung Berlin–Stettin–Kopenhagen–Göteborg–Oslo. Im August wurde mit der Deutschen Reichsbahn eine Kooperation beim Frachttransport abgeschlossen. Im Dezember wurden mit Beteiligung der Luft Hansa neue Fluglinien im Ausland gegründet: in Spanien die „Iberia – Compania Aerea de Transportes SA“ mit ihrer Strecke Madrid–Barcelona. In Brasilien wurde die „Syndicato Condor Ltda.“ ins Leben gerufen.
Im Januar 1928 wurde mit Marseille–Barcelona das letzte Teilstück der Strecke Berlin–Madrid eröffnet. Dies war die längste durchgehende Strecke in Europa, Streckenlänge 2100 Kilometer. Am 12./13. April überquerte Hermann Köhl zusammen mit Günther von Hünefeld und James Fitzmaurice in einer Junkers W 33 (Taufname Bremen) von Baldonnel in Irland aus den Nordatlantik von Ost nach West und landete auf Greenly Island vor Labrador. Es folgte die Errichtung von verschiedenen Schnellverbindungen im Nonstop-Flug (Berlin–Zürich und Berlin–Wien). Im August und September brach eine Junkers W 33 jeweils zu Flügen nach Sibirien auf. Im September/Oktober flog eine Junkers W 33 von Berlin nach Tokio.
Zahlenrückgang in der Lufthansa-Bilanz 1929 gegenüber 1928:
|            | 1929      | 1928      |
| ---------- | --------- | --------- |
| km         | 8.237.872 | 9.590.570 |
| Passagiere | 87.019    | 111.115   |
| Gepäck     | 690.609   | 868.460   |

Zum 1. Mai 1929 bot die Deutsche Luft Hansa AG ihren Passagieren erstmals einen Rückflugschein mit 10 Prozent Ermäßigung an. Im Mai wurden Reichspoststrecken von Berlin nach London und von Berlin nach Malmö sowie im Juni von Stuttgart nach Basel eröffnet. Am 22. Juli wurde 400 km vor der Küste während der Jungfernfahrt des Schnelldampfers Bremen von einem Katapult aus eine Heinkel HE 12 gestartet, um den regelmäßigen Postverkehr über den Nordatlantik zu verkürzen. Zur Vorbereitung der Südatlantiküberquerung flog eine Arado von Sevilla nach Teneriffa.
Ende der 1920er-Jahre stornierte die Luft Hansa bei den Bayerischen Flugzeugwerken einen Auftrag für eine Hochdeckerkonstruktion in Ganzmetallbauweise für zehn Passagiere, nachdem während eines Fluges Heck und Leitwerk des von Chefkonstrukteur Willy Messerschmitt entworfenen Verkehrsflugzeugs M20 abbrachen, was zu dessen Absturz führte. Später wurde die Luft Hansa gerichtlich gezwungen, den ursprünglichen Vertrag zu erfüllen. Dies trug Messerschmitt und den Bayerischen Flugzeugwerken die Feindschaft von Erhard Milch ein, des damaligen Luft-Hansa-Chefs (und späteren Göring-Stellvertreters), nachdem Milch in den 1930er-Jahren Staatssekretär im Reichsluftfahrtministerium (RLM) geworden war. Im Milch-Prozess wurde er 1947 zu einer lebenslangen Haftstrafe verurteilt, aber bereits 1954 entlassen.

## 1930er-Jahre

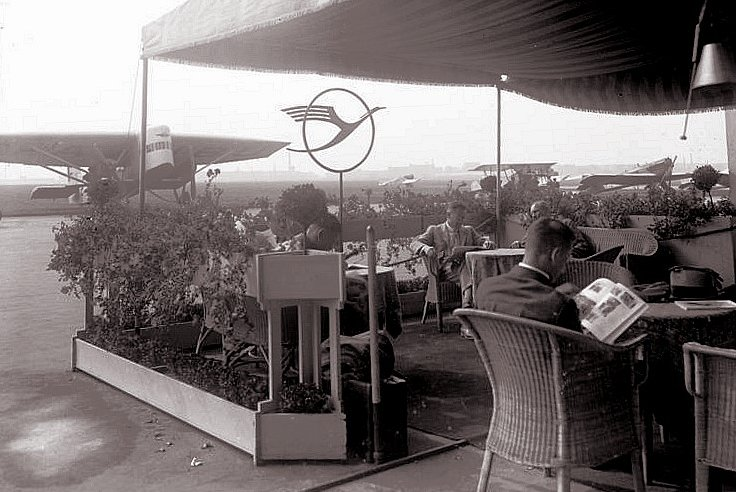
Wartebereich der Luft Hansa auf dem Zentralflughafen Tempelhof in Berlin, 1930

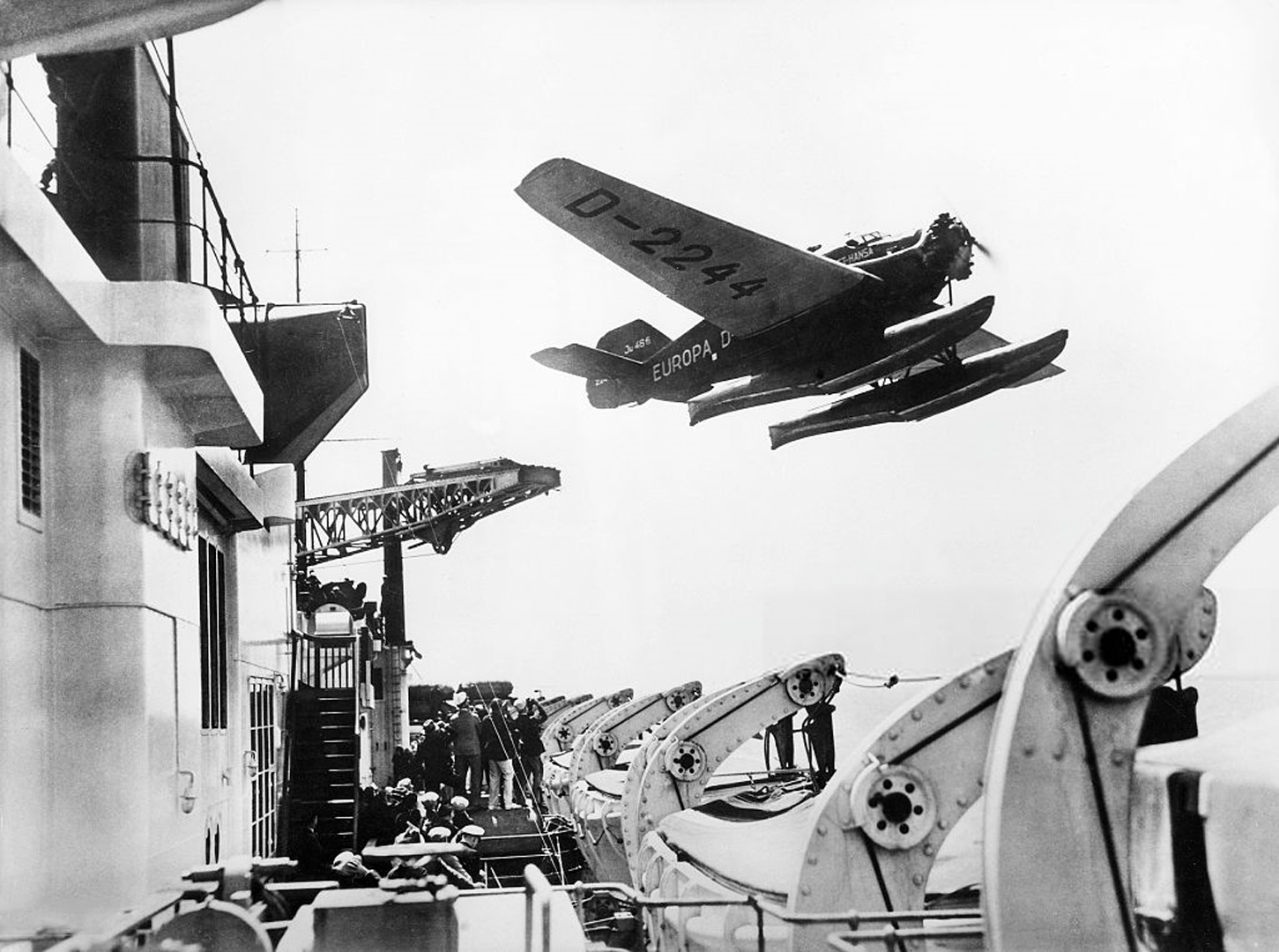
Katapultstart der Junkers Ju 46 Europa (D-2244) der LUFT-HANSA 1932 von der Europa

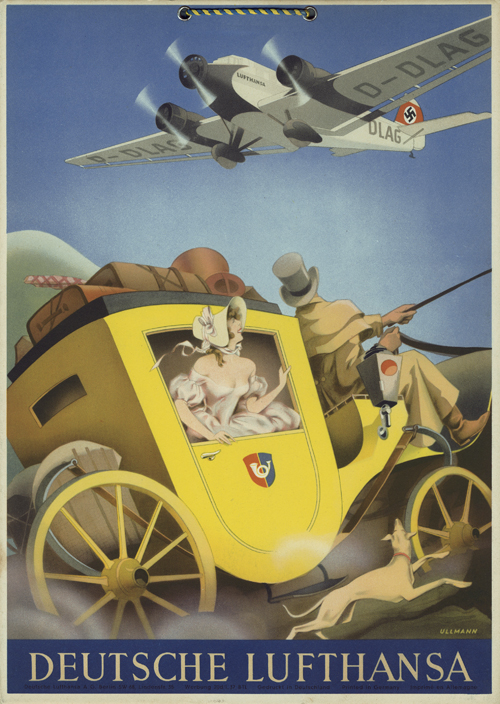
Eine Ju 52 über einer Postkutsche;
Plakat-Entwurf von Max Ullmann, 1936

Der Beginn der 1930er-Jahre stand im Zeichen der Weltwirtschaftskrise. Trotzdem strebte das Unternehmen zu neuen Zielen. Insbesondere der Südatlantikverkehr und der Ferne Osten galten als lohnende Ziele. So wurden auch hier wieder Pionierleistungen vollbracht.
Zur Vorbereitung der chinesischen Luftfahrt gründete die Luft Hansa 1930 zusammen mit dem chinesischen Verkehrsministerium im Februar die Europäisch-Asiatische Luftpostaktiengesellschaft Eurasia. Das Starten von Postflugzeugen von Passagierschiffen aus wurde zur Routine. Es wurden in diesem Jahr 24 Starts dieser Art vorgenommen. Vom 18. bis 26. August flog eine Dornier Do J („Wal“) unter dem Piloten Wolfgang von Gronau von Warnemünde nach New York. Die Luftpoststrecke Wien–Budapest–Belgrad–Sofia–Istanbul mit einer Postlaufzeit Berlin–Istanbul von nur noch 24 Stunden wurde im Mai eingeweiht.
Bereits seit den 1920er Jahren gab es eine Kooperation mit der Deutschen Reichsbahn beim Personen- und Gepäcktransport. 1930 wurde die Luft Hansa Mitglied im Verein Deutscher Eisenbahnverwaltungen.
Ab Mai 1931 wurde der Postdienst der Eurasia Shanghai–Nanjing–Peking–Manjur eingerichtet. Im April 1931 erfolgten regelmäßige Alpenüberquerungen. Im Juni wurde ein Flugpendeldienst von Köln–Frankfurt zum Preis einer 2.-Klasse-Bahnfahrkarte erprobt. Im Überseeverkehr führte die Luft Hansa in diesem Jahr insgesamt 31 Katapultstarts durch.
Ab Juli 1932 wurde mit der Junkers G 38 das größte Passagierflugzeug der damaligen Zeit auf der Strecke Berlin–Amsterdam–London eingesetzt. Im Juni wurde als Vorbereitung für die regelmäßige Überquerung des Südatlantiks das Frachtschiff Westfalen des Norddeutschen Lloyd gechartert. Es fanden 36 Katapultstarts von Flugbooten des Typs Dornier Do J („Wal“) statt und weitere Katapultstarts für Postvorausflüge mit einer Ju 46 vom Schnelldampfer Europa auf der Nordatlantikroute.
Bereits mit dem Jahr 1933 begann der Weg der Lufthansa AG in die Beteiligung an den Kriegsverbrechen des nationalsozialistischen Systems. Nicht nur durch die besondere Funktion des Unternehmens bei der Tarnung von Geheimrüstung zum Aufbau der Luftwaffe, sondern auch durch die ab 1933 erfolgte Umstellung auf Kriegstechnik sowie Bereitstellung der Werkstätten zum Aufbau, der Instandhaltung sowie Erprobung der Bomberstaffeln – besonders aus der Typenreihe Ju 52. Das prägte dann die gesamte Arbeit der Lufthansa-Werkstätten bis 1945. Ab diesem Zeitpunkt nahm das Gewicht des Unternehmens als Bestandteil der Luftrüstungsindustrie, des Einsatzes von Zwangsarbeitern und Kriegsgefangenen immer größere und verbrecherische Formen an.
Von Mai 1933 an wurden zwei Junkers W 34 nach Shanghai überführt. Die Heinkel He 70 wurde in die Erprobung genommen und brach insgesamt acht Weltrekorde. Die Deutsche Reichsbahn strich auf der Strecke Berlin–Königsberg als erste Eisenbahngesellschaft überhaupt einen Nachtzug zugunsten einer Flugverbindung. Neue Versuche mit größeren Katapulten für die Dornier Wal mit acht Tonnen Startgewicht und Versuchsflüge für die Südatlantik-Poststrecke fanden statt. Ab 1933 wurde in der Firmenbezeichnung das Wort „Lufthansa“ zusammen geschrieben.
Im Februar 1934 richtete die Lufthansa die erste transatlantische Postlinie ein, die über den Südatlantik führte. Zu diesem Zweck wurde das Frachtschiff Schwarzenfels der DDG „Hansa“ gekauft und unter dem neuen Namen Schwabenland zum Katapultschiff umgebaut. Die sogenannten Reichsbahnstrecken von Berlin nach Münster, Stuttgart und Breslau wurden in den Flugplan aufgenommen. Im Mai folgte die neue Strecke von Berlin nach Warschau. Die Reisegeschwindigkeiten stiegen durch den Einsatz der Junkers Ju 52/3m und der Heinkel He 70 steil an. Die Heinkel He 70 flog die sogenannten Blitzstrecken ab Juni zwischen Berlin, Hamburg, Köln und Frankfurt am Main. Im September konnte der einmillionste Fluggast begrüßt werden. Für den Südatlantikdienst kamen jetzt auch Dornier-Wal mit zehn Tonnen Startgewicht zum Einsatz. Ein zweites Stützpunktschiff wurde eingesetzt und der Luftpostverkehr zwischen Deutschland und Südamerika wurde aufgenommen.

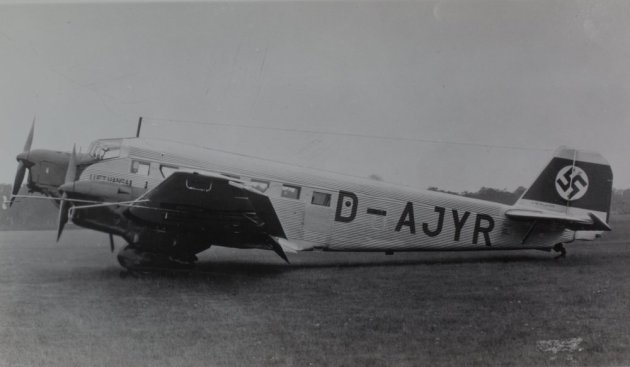
Junkers Ju 52/3m mit drei Jumo 205 C-Motoren (Postflugzeug 1935)

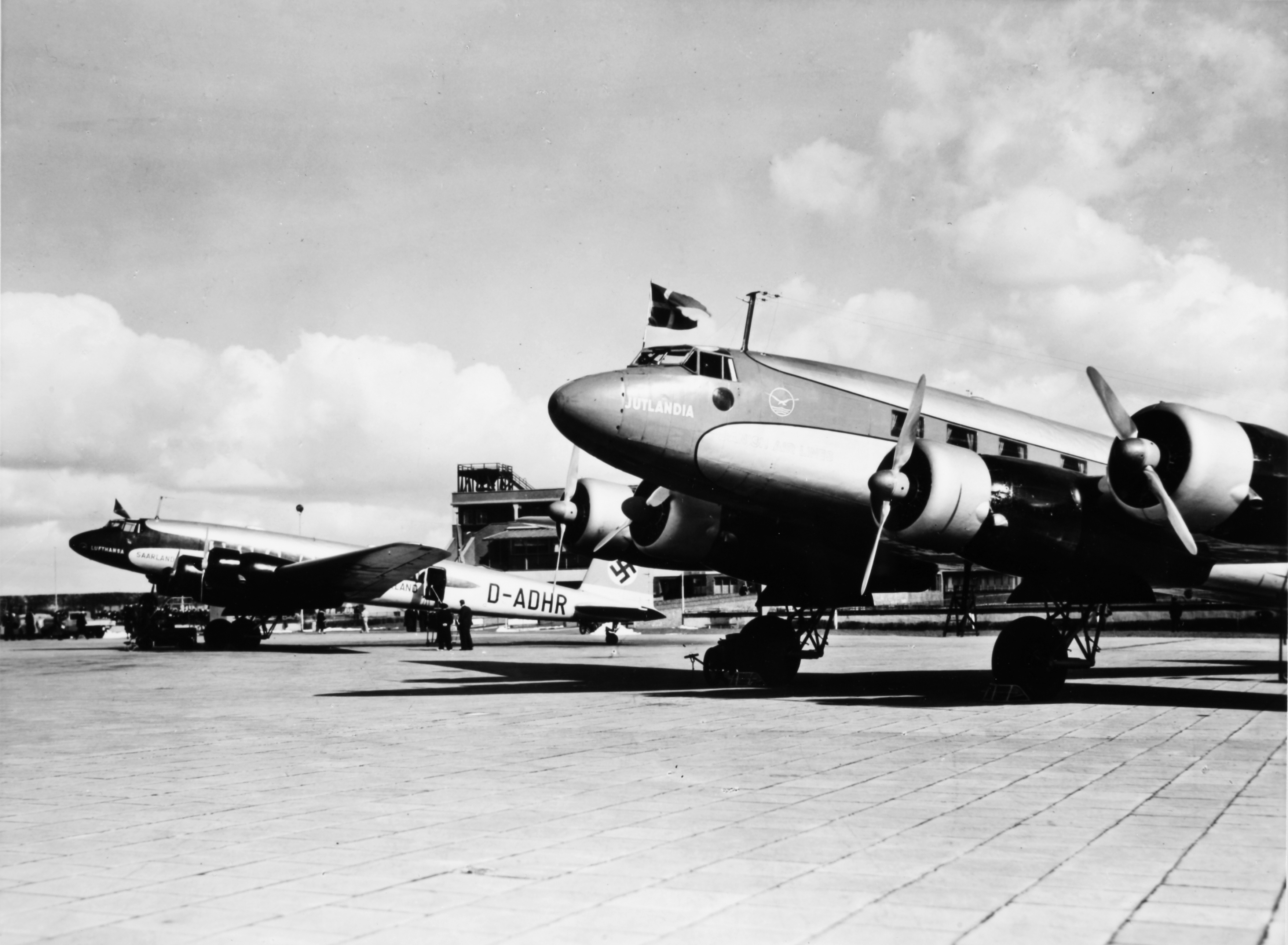
Focke-Wulf Fw 200 B Condor der dänischen Fluggesellschaft DDL (Vordergrund) sowie der Lufthansa (Hintergrund)

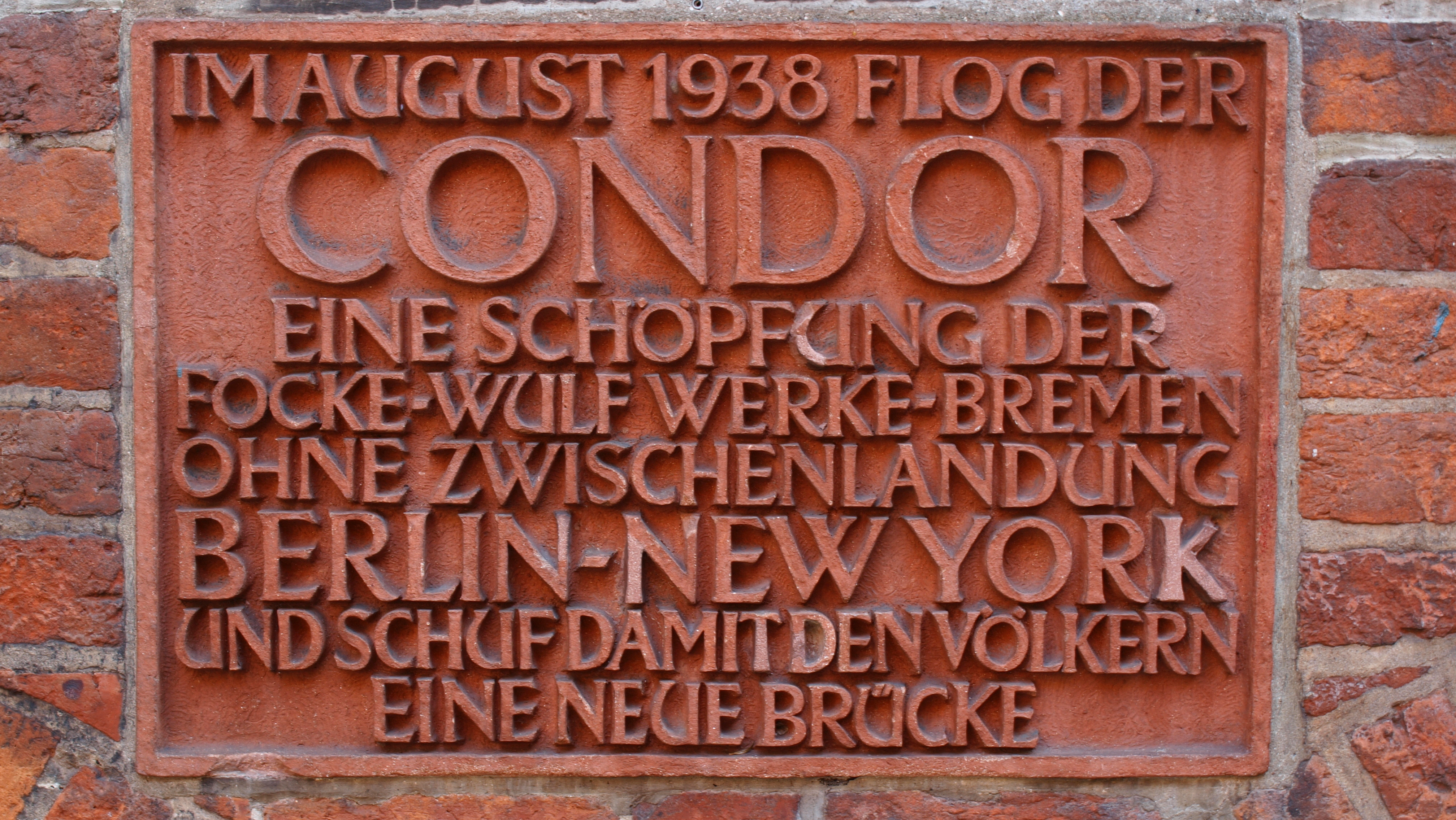
Böttcherstraße (Bremen), Gedenktafel Condor Rekordflug

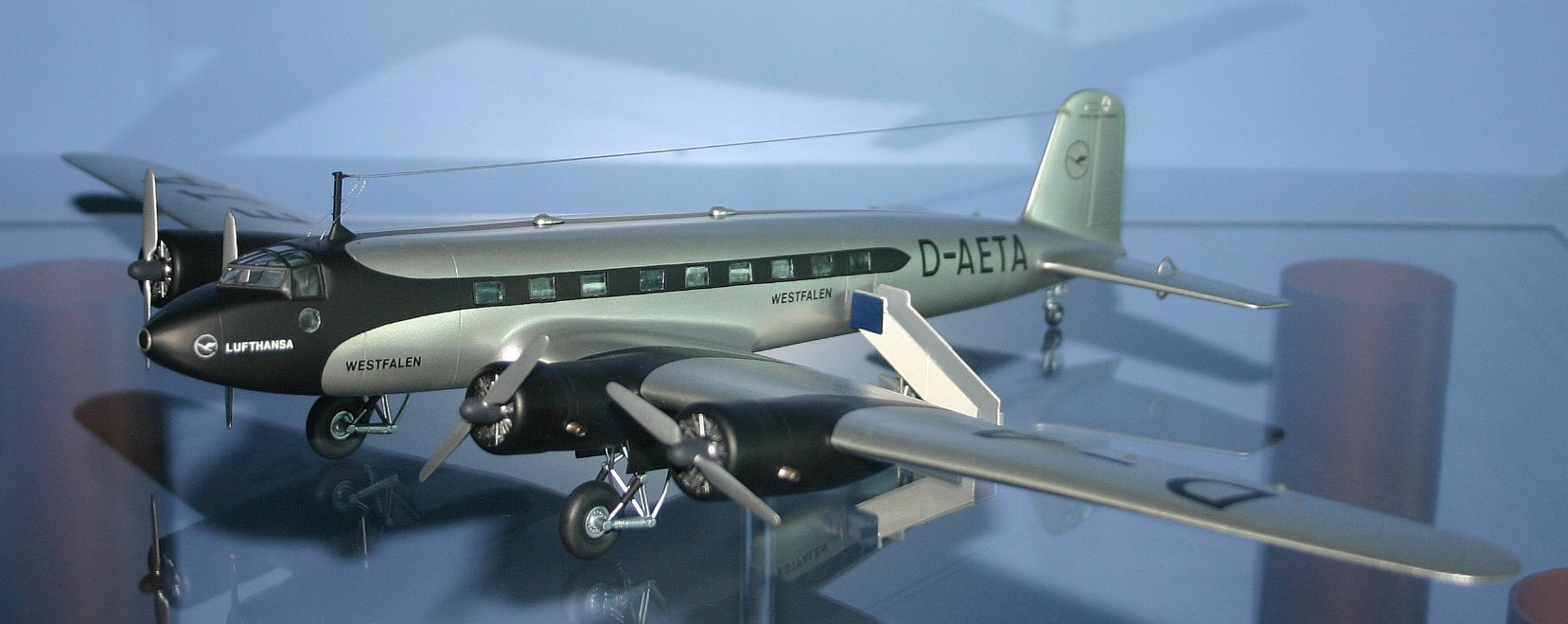
Focke-Wulf Fw 200 B „Condor“ der Lufthansa (Modell)

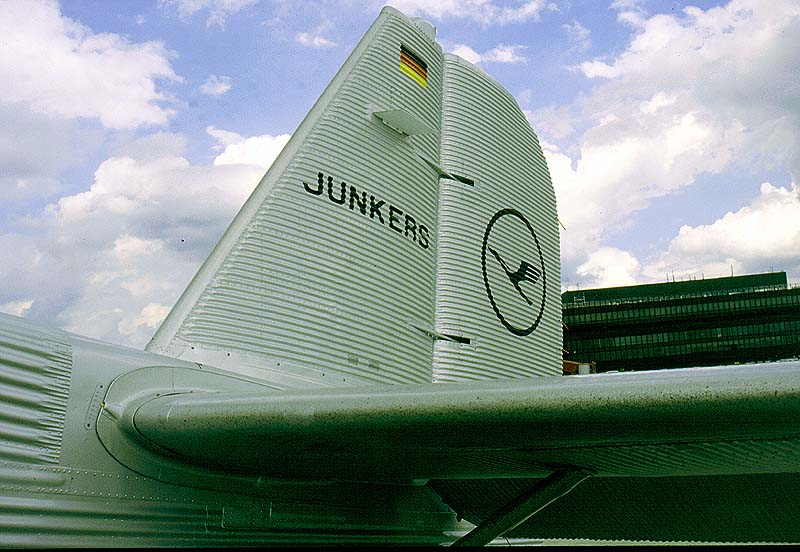
DLH-Logo auf Ju-52/3m-Leitwerk

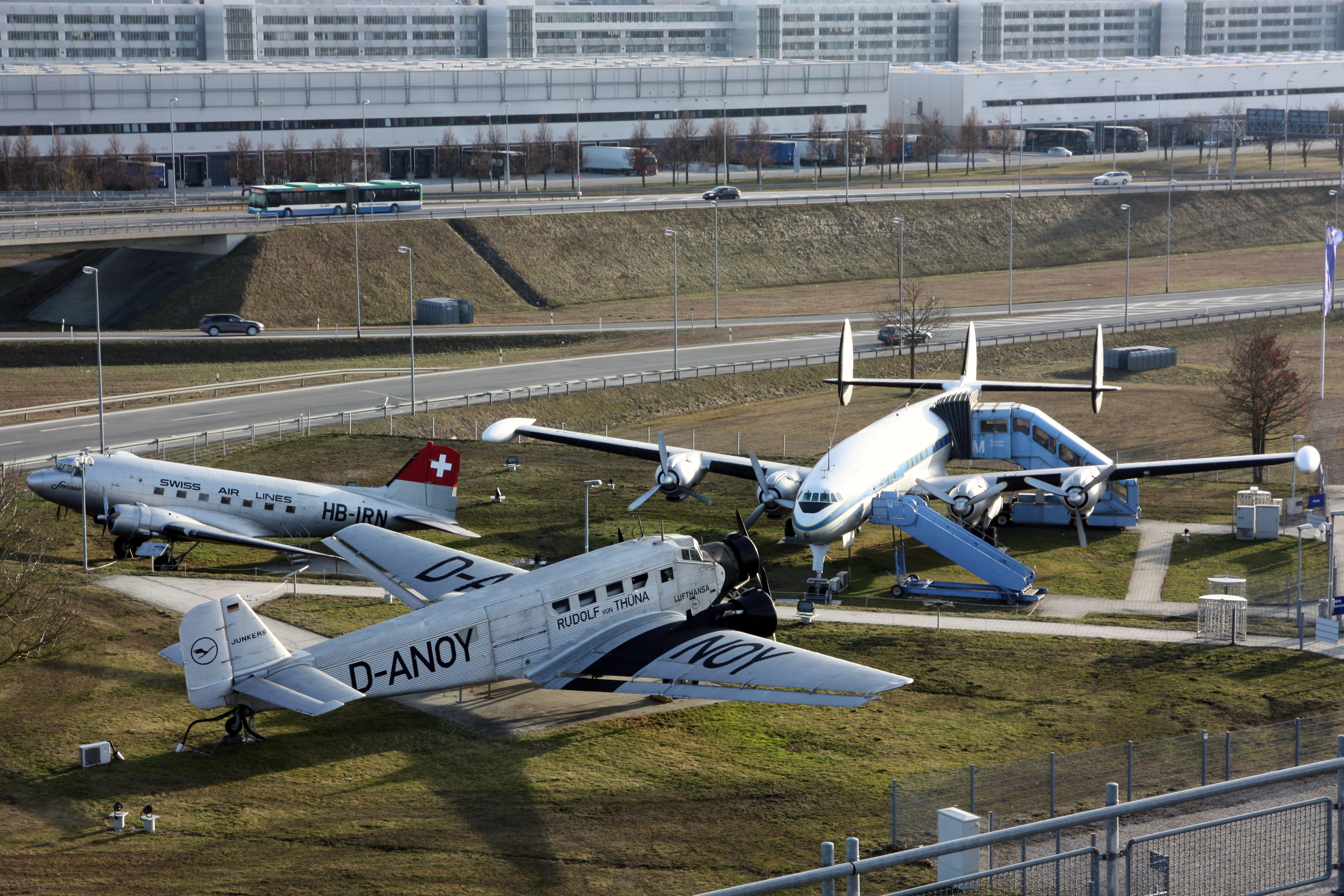
Die Junkers Ju 52/3m (D-ANOY) im Ensemble historischer Flugzeuge am Flughafen München

Im Februar 1935 wurde ein Versuchsflug nach Kairo mit einer Junkers Ju 52/3m durchgeführt. In Kooperation mit der KLM nahm die Lufthansa die Strecke Amsterdam–Mailand in den Flugplan auf. Ab April wurden die Südatlantikstrecken mit Wasserflugzeugen auch im Nachtflug beflogen. Im August konnte bereits der 100. Postflug auf der Südatlantikroute gefeiert werden. Ein drittes Stützpunktschiff wurde in Auftrag gegeben. Zwei bereits 1933 bestellte Boeing 247 ergänzten vorübergehend die Flotte der Landflugzeuge. Als drittes Flugzeug aus US-Produktion kam eine DC-2 hinzu.
Zu Beginn des Spanischen Bürgerkrieges 1936 brachten zwanzig Ju 52 der Deutsche Lufthansa AG auf Befehl Adolf Hitlers Truppen Francos von Tétouan in Spanisch-Marokko nach Cádiz; sie umgingen so die republikanische Marineblockade in der Straße von Gibraltar. Dies war die erste Luftbrücke der Geschichte und ermöglichte so den Sieg Francos gegen die Zweite Spanische Republik.
1936 feierte die Deutsche Lufthansa AG ihr 10-jähriges Jubiläum. Für den Südatlantikdienst wurden Flugboote des Typs Dornier Do 18 mit Junkers-Dieselmotoren beschafft. Damit konnte der Ozean auch bei Blindflugbedingungen überquert werden. Zur Erkundung der Asienstrecken überflog eine Junkers Ju 52/3m den Hindukusch und den Pamir.
Im Juli 1937 wurde in Ecuador die Sociedad Ecuatoriana de Transportes Aereos (Abkürzung SEDTA) gegründet. Die Lufthansa vercharterte an diese Gesellschaft zwei Junkers W 34. Es folgten mit den neuen Blohm & Voss Ha 139 Versuchsflüge über den Nordatlantik, die erfolgreich verliefen. Im Oktober begann der Postflugdienst von Berlin nach Bagdad. Diese Linie wurde kurz darauf bis nach Teheran verlängert.
Im April 1938 wurde die Route von Berlin nach Teheran auch für den Passagierdienst freigegeben und kurz darauf nach Kabul verlängert. In Peru wurde eine Tochtergesellschaft gegründet. Lufthansa stellte die als ziviles Langstreckenverkehrsflugzeug konzipierte viermotorige Focke-Wulf Fw 200 „Condor“ bereits ein Jahr nach ihrem Erstflug (27. Juli 1937) in den Liniendienst. Im Normalbetrieb konnte die Maschine 25 Passagiere aufnehmen und 3000 km weit fliegen. Die Probeflüge waren so überzeugend, dass die Lufthansa sofort die erste Serie in Auftrag gab. So folgten dem Prototyp einige Fw 200 A und die erste größere Serienversion, die Fw 200 B. Mit einer Flügelfläche von 118 Quadratmetern war die Condor fast so groß wie der heutige Airbus A 320. Am 10. August 1938 flog die mit Zusatztanks im Rumpf ausgestattete Fw 200 V1 „Condor“ (D-ACON, Lufthansa-Taufname „Brandenburg“), Werk-Nr. 2000, unter dem Kommando von Flugkapitän Alfred Henke und mit Hauptmann Rudolf von Moreau (2. Pilot), Paul Dierberg (Oberfunker-Maschinist) und Walter Kober (Oberflugzeugfunker) als erstes landgestütztes Passagierlangstreckenflugzeug nonstop die 6.371,302 Kilometer lange Strecke von Staaken zum Floyd Bennett Field in New York City in 24 Stunden, 56 Minuten und 12 Sekunden; dies entsprach einer Durchschnittsgeschwindigkeit von 255,499 km/h. Auf dem Rückflug von New York nach Berlin-Tempelhof legte die Maschine eine Strecke von 6.392 km in 19 Stunden und 55 Minuten zurück; dies entsprach einer Durchschnittsgeschwindigkeit von 321 km/h. Beide Flüge wurden von der FAI als Flugweg-Rekorde, 2. Kategorie (Rekord mit Besatzung), anerkannt, was die damalige Spitzentechnik im zivilen Flugzeugbau darstellte.
Am 28. November 1938 startete die D-ACON mit derselben Besatzung und mit Bordwart Georg Kohne (Focke-Wulf) und Konsul Heinz Junge (Direktor der Focke-Wulf-Flugzeugbau GmbH Berlin) von Berlin-Tempelhof aus zu einem weiteren Rekordflug mit drei Zwischenlandungen in Basra, Karatschi und Hanoi nach Tokio (Ankunft in Tokio am 30. November 1938). Bei diesem Flug flog die Condor insgesamt 13.844 km in 46 Stunden und 18 Minuten. Dies entspricht einer Durchschnittsgeschwindigkeit von 192 km/h (incl. Bodenzeiten in Basra, Karachi und Hanoi). Auf dem Rückflug musste D-ACON in der Cavite-Bucht vor Manila am 6. Dezember 1938 wegen eines Defektes der Treibstoffleitung notwassern.
Insgesamt absolvierte die Lufthansa im letzten vollen Betriebsjahr 1938, das auch ein Rekordjahr gewesen war, allein im Europa-Verkehr 19,3 Millionen Flugkilometer, wobei 254.713 Passagiere und 5.288 Tonnen Briefe befördert wurden.
Anfang 1939 fand die Deutsche Antarktische Expedition 1938/39 statt: Von dem Expeditionsschiff Schwabenland aus starteten per Katapult zwei Dornier Wal, die auf mehreren Erkundungsflügen insgesamt 350.000 Quadratkilometer fotografierten. Dieses Gebiet wurde nach dem Schiff Neuschwabenland genannt. Zum 1. April 1939 wurde von der brasilianischen Lufthansa-Tochtergesellschaft Syndicato Condor die transkontinentale Strecke vom brasilianischen Natal nach Santiago de Chile übernommen. Ende Juni überquerte eine Focke-Wulf Fw 200 als erstes Landflugzeug der Lufthansa in 9 Stunden 47 Minuten im Nonstop-Flug den Südatlantik. Im April/Mai flog eine Junkers Ju 52/3m über Bangkok, Hanoi und Taipeh nach Tokio. Ein Liniendienst von Berlin nach Bangkok in fünf Etappen wurde ab Ende Juli angeboten. Am 25. August 1939 um 15:02 Uhr erteilte Hitler den Befehl, den „Fall Weiß“ auszulösen (d. h. Polen anzugreifen). Dieser Befehl wurde zwar etwa um 18:15 Uhr wieder aufgehoben, hatte jedoch zur Folge, dass am 26. August 1939 der planmäßige Linienverkehr der Lufthansa „vorläufig“ eingestellt wurde. Mit wenigen Ausnahmen wurde fast der gesamte Lufthansa-Flugzeugpark samt Besatzungen in die Luftwaffe integriert und bildete dort den Stamm des Kampfgeschwader z. b. V. 172 (z. b. V. – zur besonderen Verwendung), geführt von Freiherr von Gablenz, Major der Reserve. Gablenz war Vorstandsmitglied seit 1933 und in den 1920er und 1930er Jahren maßgeblich am Ausbau des Überseeflugnetzes und moderner Flugtechnik beteiligt. Innerhalb des Geschwaders gab es eine sogenannte „Sonderstaffel“, die ausschließlich aus Angehörigen der Lufthansa bestand und der sämtliche viermotorigen Maschinen (also Ju 90, FW 200 und Junkers G 38) zugeteilt waren. Am 29. August 1939 erhielt diese Sonderstaffel ihren ersten Auftrag: die Reichstagsabgeordneten aus dem ganzen Deutschen Reich nach Berlin zu holen. Per Funk wurden die Flugzeuge jedoch zurückbeordert, da der Angriffsbefehl (s. o.) widerrufen wurde. Der gesamte zivile Luftverkehr wurde dann am 30. August 1939 völlig eingestellt. Am Abend des 31. August wurde dann der Auftrag ausgeführt, die Reichstagsabgeordneten nach Berlin zu befördern. Dort erfuhren sie am nächsten Morgen (1. September 1939) hochoffiziell, dass „seit 5:45 Uhr zurückgeschossen werde“. Der Zweite Weltkrieg hatte begonnen. Am 21. September 1939 erfolgte dann, allerdings nicht ab Tempelhof, sondern etwa 20 km südlich von Berlin vom Flugplatz Rangsdorf aus, eine bescheidene Wiederaufnahme des Flugverkehrs auf der Strecke Berlin–Danzig–Königsberg. Es folgte am 18. Oktober die Strecke Berlin–Wien–Budapest–Belgrad.

## 1940er-Jahre

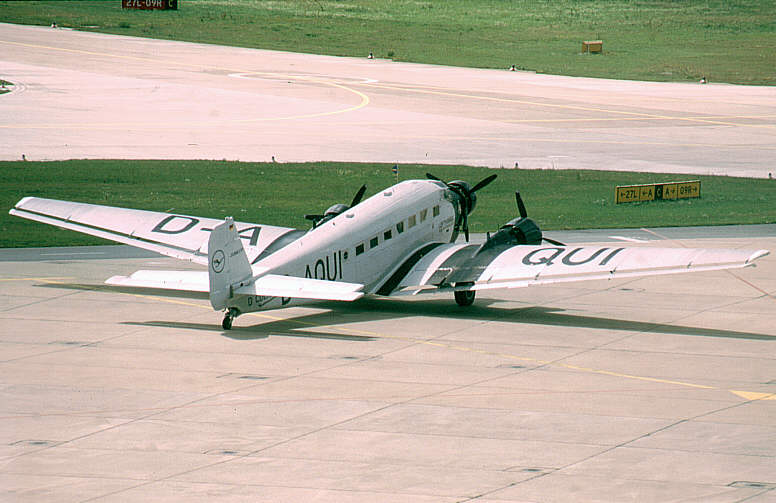
Ju 52/3m in DLH-Farben

Bis zum 7. März 1940 gab es keine Lufthansa-Flüge mehr ab Tempelhof – erst zu diesem Tage wurde der Heimathafen der Lufthansa wieder planmäßig angeflogen. Ende November 1940 wurde der Eurasia-Dienst nach Intervention der chinesischen Regierung eingestellt. Der Stützpunkt in Kunming wurde geräumt und sämtliche Mitarbeiter verließen die Republik China.
Mitte Dezember 1941 musste die brasilianische Syndicato Condor den Betrieb einstellen. Bereits am 22. März musste die Deruluft liquidiert werden. Am 27. Oktober flog die Lufthansa erstmals seit dem Beginn des Krieges gegen die Sowjetunion wieder nach Riga und Helsinki.
Ab 1942 mussten mehr und mehr Strecken eingestellt werden, weil sich die Kampfhandlungen zu Ungunsten des Deutschen Reichs entwickelten. Flugreisen konnten nicht mehr frei verkauft werden, sondern mussten von staatlichen Stellen genehmigt werden. Werften und Personal der Lufthansa standen praktisch im Dienst der Luftwaffe. Im selben Jahr wurde das „Syndicato Condor Ltda.“ in „Servicos Aereos Cruzeiro do Sul Ltda.“ umbenannt. Von Gablenz, mittlerweile am 1. November 1941 zum Generalmajor ernannt und damit erster General der Reserve, stürzte am 21. August 1942 tödlich ab.

Letzte Flugverbindungen 1944

1943 bis 1945 wurden nach und nach immer mehr Strecken kriegsbedingt eingestellt. Nunmehr waren sämtliche Lufthansa-Piloten und die Lufthansa-Ausbesserungsbetriebe der Luftwaffe unterstellt. Zivilmaschinen der Lufthansa wurden zu Militärtransportern umgerüstet und von der Luftwaffe zweckentfremdet. Am 23. März 1945 gab die Lufthansa ihren letzten Flugplan heraus. Am 21. April 1945 führte die Lufthansa von Berlin aus den letzten Linienflug durch und mit einer Ju-52 startete am 22. April 1945 von Berlin-Tempelhof nach Warnemünde der allerletzte Flug der „alten“ Lufthansa.
Nach 19 Jahren Unternehmensgeschichte war die Deutsche Lufthansa AG am Ende: Mit dem Kriegsende unterstellten die Alliierten die Luftfahrt über deutschem Gebiet ihrer Kontrolle und untersagten zunächst alle zivilen Flüge.
Erst am 1. Januar 1951 wurde das Restvermögen des alten Unternehmens Deutsche Lufthansa AG von den Alliierten vollständig liquidiert. Damit endete die Unternehmensgeschichte der „alten Deutschen Lufthansa AG“ auch in rechtlicher Hinsicht.

## Verhältnis zum NS-Regime

### Subventionierung
Zu keiner Zeit flog die Lufthansa wirtschaftlich. Mit ihrer Gründung wurden sie und die Mehrzahl der Projekte staatlich subventioniert. Ab 1933 wurde dieser Weg verboten, da sie sich nunmehr über Rüstungsfinanzierungen und die Erprobung von Luftwaffentechnik quer-finanzierte. Gegen Ende der Weimarer Republik stand die Lufthansa vor allem wegen der wirtschaftlichen Rahmenbedingungen vor schwierigen Situationen. Der Beginn der nationalsozialistischen Herrschaft und das Einsteigen in die Rüstungsindustrie schufen neue Bedingungen. So wurde beispielsweise Hermann Göring bereits als einfacher Reichstagsabgeordneter bestochen und Adolf Hitler bekam im Wahlkampf permanent und kostenlos ein Flugzeug gestellt. Entsprechend waren die Jahre 1933 bis 1945 von der Vereinnahmung der Lufthansa durch das NS-Regime geprägt, die Jahre vor Beginn des Zweiten Weltkriegs zudem durch die Kriegsvorbereitungen des Deutschen Reichs. Weil die Lufthansa das Ziel der Wirtschaftlichkeit aber bis zur Betriebseinstellung im April 1945 auch nicht annähernd erreichte, stand sie mehrfach auch in dieser Zeit kurz davor, aufgegeben zu werden.

### Zwangsarbeit in den Reparaturwerkstätten der Lufthansa
Zu Beginn des so genannten Dritten Reiches hatte die Lufthansa bis 1936 über den zivilen Linienflugbetrieb hinaus die Aufgabe, Rüstung in der Luftfahrt, die nach dem Friedensvertrag von Versailles Deutschland nicht gestattet war, zu verdecken. Im Zweiten Weltkrieg wurden die Passagierflugzeuge der Lufthansa auch für Kriegszwecke eingesetzt.
Nach den Forschungsergebnissen von Lutz Budraß von der Ruhr-Universität Bochum wurde erstmals auch aus wissenschaftlicher Perspektive bestätigt, dass in der Zeit von 1933 bis 1945 die „alte“ Lufthansa Zwangsarbeiter beschäftigte. In dieser Zeit hat das Unternehmen mindestens 10.000 männliche und weibliche Juden und Oppositionelle aus den unterschiedlichsten Regionen zwangsweise beschäftigt. Ihre Tätigkeit war im Wesentlichen die Reparatur von Flugzeugen der Luftwaffe.

„Es stellte sich heraus, dass die besondere Rolle der Lufthansa bei der Beschäftigung von Zwangsarbeitern keine Verirrung war, eine Handlungsweise, die ihr von den Nationalsozialisten aufgezwungen war oder gar Folge eines nationalsozialistischen Moralkodex, sondern ein sehr bewusst in Kauf genommenes Ergebnis ihrer Wirtschaftlichkeitsstrategie, um nach dem Ausfall der eigentlichen Einnahmequelle Kapital für eine grundstürzende Modernisierung ihrer Flotte für den Luftverkehr der Nachkriegszeit zu sammeln.“

In der Dokumentation Fliegen heißt Siegen. Die verdrängte Geschichte der Deutschen Lufthansa berichtet der Journalist Christoph Weber über ca. 17.000 Zwangsarbeiter, darunter jüdische Deutsche, Ukrainer, Russen und Angehörige anderer Nationen, die in Berlin-Staaken, Berlin-Tempelhof und Leipzig-Schkeuditz zum großen Teil in der Flugzeugreparatur zwangsarbeiten mussten, darunter auch Kinder, die von der Schulbank verschleppt, angelernt und nach Deutschland transportiert worden waren.

### Flucht von Erich Schatzki vor dem NS-Regime
Bald nach der Machtübergabe an die Nationalsozialisten am 30. Januar 1933 beurlaubte die Lufthansa Erich Schatzki, technischer Direktor der Lufthansa, wegen seiner jüdischen Herkunft. Nachdem die Niederlande 1940 von der Wehrmacht erobert worden waren, warnte ihn der damalige Lufthansa-Direktor Carl August von Gablenz wiederholt vor der akuten Gefahr durch die Judenverfolgung. Mit seiner Familie floh Schatzki daraufhin über Frankreich und Spanien im Juni 1941 in die Vereinigten Staaten.

### Lufthansa-Aufsichtsrat
Im sogenannten Nürnberger Milch-Prozess vom 2. Januar bis 17. April 1947 vor dem amerikanischen Militärgerichtshof in Nürnberg war Erhard Milch, Aufsichtsratsvorsitzender der erst 1951 durch die Alliierten liquidierten Deutschen Lufthansa AG und zugleich ehemaliger Generalfeldmarschall, wegen Kriegsverbrechen und Verbrechen gegen die Menschlichkeit angeklagt. Konkret vorgeworfen wurde Milch u. a. eine Mittäterschaft bei der ungesetzlichen Pressung zur Zwangsarbeit und beim völkerrechtswidrigen Einsatz Kriegsgefangener zu Arbeiten, die direkt mit Kriegshandlungen in Verbindung standen. Zudem wurde seine Mitverantwortung für Misshandlung und Mord an Kriegsgefangenen angeklagt. Mit Urteil vom 17. April 1947 wurde Milch zu einer lebenslangen Haftstrafe verurteilt (vorzeitige Entlassung aus der Haft am 28. Juni 1954).
Kurt Weigelt, Luft-Hansa-Mitgründer (1926), SS-Fördermitglied und Kriegsverbrecher, war sowohl der letzte stellvertretende Aufsichtsratsvorsitzende der damaligen Lufthansa als auch Aufsichtsratsvorsitzender sowohl der Vorbereitungs- und Gründungsgesellschaft LUFTAG (1953–1954, s. o.) als auch der daraus hervorgegangen heutigen Deutschen Lufthansa AG. Auch Kurt Knipfer war sowohl zu NS-Zeiten als auch in den 1950er Jahren Mitglied in den o.a. Aufsichtsräten (jeweils als Ministerialbeamter).

### Syndikus Klaus Bonhoeffer
Dass die Lufthansa nicht ausschließlich aus Sympathisanten und Mitläufern des NS-Regimes bestand, belegt die Beschäftigung von Klaus Bonhoeffer, des Bruders des seit 1933 in öffentlicher Opposition zuerst zur Kirchenpolitik des Regimes stehenden Dietrich Bonhoeffer. Klaus Bonhoeffer war ab 1935 Rechtsanwalt in der Rechtsabteilung der Lufthansa und ab 1939 deren Chef-Syndikus bis zu seiner Verhaftung im Zusammenhang mit dem Attentat vom 20. Juli 1944, in das er eingeweiht war und infolge dessen er noch am 22. April 1945 mit 12 Mitgefangenen durch Genickschuss ermordet wurde.

## Flugzeugmuster im Einsatz bei der Deutschen Lufthansa 1928–1945
| Flugzeugtyp                              | Ersteinsatz | Ausgemustert | Anzahl/Anmerkung |
| ---------------------------------------- | ----------- | ------------ | --- |
| Arado V I                                | 1929        | 1929         | 1 Frachtflugzeug, durch Unfall zerstört                                                                                           |
| BFW M 20                                 | 1929        | 1931         | 14 |
| Blohm & Voss Ha 139                      | 1937        | 1939         | Wasserflugzeug für den Frachtdienst                                                                                               |
| Blohm & Voss BV 142                      | 1939        | 1940         | Frachtflugzeug |
| Boeing 247                               | 1935        |              | |
| Dornier Do 18                            | 1937        | 1939         | Flugboot für den Frachtdienst |
| Dornier Do R                             | 1928        | 1932         | Flugboot |
| Dornier C III Komet                      | 1926        | 1933         | |
| Dornier Merkur                           | 1927        |              | 30 Hochdecker für 8 Passagiere; Luft Hansa war Hauptabnehmer dieses als wirtschaftlichstes Flugzeug seiner Zeit geltenden Musters |
| Dornier Wal                              | 1926        | 1940         | Flugboot für den Frachtdienst |
| Douglas DC-2                             | 1935        |              | |
| Douglas DC-3                             | 1940        | 1944         | |
| Focke-Wulf A 32                          | 1934        |              | 2 Maschinen von der Nordbayerischen Verkehrsflug GmbH (NoBa)                                                                      |
| Focke-Wulf A 33                          | 1937        | 1938         | 1 |
| Focke-Wulf A 38                          | 1931        | 1934         | 4 |
| Focke-Wulf Fw 58                         | 1938        | 1943         | 5 |
| Focke-Wulf Fw 200                        | 1938        | 1945         | |
| Fokker-Grulich F.II Fokker-Grulich F.III | 1926        | 1935         | |
| Heinkel HE 12                            | 1929        | 1931         | 1 Maschine im Postdienst, nach Unfall abgeschrieben                                                                               |
| Heinkel HE 58                            | 1930        | 1932         | 1 Maschine im Postdienst |
| Heinkel He 70                            | 1934        | 1937         | Passagier- und Postdienst |
| Heinkel He 111                           | 1936        | 1940         | Passagierdienst |
| Heinkel He 116                           | 1938        |              | Postflugzeug |
| Junkers F.13                             | 1926        | 1938         | |
| Junkers G 24                             | 1926        | 1938         | |
| Junkers G 31                             | 1928        | 1935         | 8 |
| Junkers G 38                             | 1930        | 1939         | 2, davon eine Maschine nach Unfall 1936 abgeschrieben.                                                                            |
| Junkers Ju 46                            | 1932        | 1939         | Postdienst |
| Junkers Ju 52                            | 1935        | 1945         | |
| Junkers Ju 86                            | 1936        | 1945         | 5 |
| Junkers Ju 90                            | 1938        | 1940         | |
| Junkers Ju 160                           | 1935        | 1941         | 21 |
| Junkers Ju 290                           | 1943        | 1945         | 3 |
| Junkers W 33 Junkers W 34                | 1929 1926   | 1929         | Postdienst |
| Rohrbach Ro VIII                         | 1927        | 1936         | |
| Rumpler C.I                              | 1926        |              | mindestens 6, von der Rumpler Luftverkehr gekauft                                                                                 |
| Udet U 11 Kondor                         | 1926        | 1928         | 1 (einziges gebautes Exemplar), bei Flugunfall zerstört                                                                           |

## Flugziele
Hinweis: Über einige der damals existierenden und genutzten Flugplätze liegen keine zuverlässigen Quellen vor. Diese sind mit „Flugplatz unbekannt“ gekennzeichnet.

### Flugziele in Europa bis 1940
Belgien
- Brüssel (Haren) – Flughafen Haren

Bulgarien
- Sofia – Flughafen Sofia-Vrazhdebna

Dänemark
- Kopenhagen – Flughafen Kastrup

Deutsches Reich
- Aachen – Flugplatz Merzbrück
- Baden-Baden – Flugplatz Baden-Oos
- Berlin – Flughafen Berlin-Tempelhof (Haupt-Drehkreuz)
- Borkum – Flugplatz Borkum
- Braunschweig – Flugplatz Broitzem, ab 1936: Flughafen Braunschweig-Waggum
- Bremen – Flughafen Neuenland
- Bremerhaven – Flugplatz unbekannt
- Breslau – Flughafen Gandau
- Chemnitz – Flugplatz Chemnitz (bis 1978)
- Cottbus – Flugplatz Cottbus-Nord
- Danzig – Flugplatz Danzig-Langfuhr
- Darmstadt – Flugplatz Griesheimer Sand
- Dessau – Flugplatz Dessau-Kleinkühnau
- Dortmund – Flughafen Brackel
- Dresden – Flughafen Klotzsche
- Düsseldorf – Flughafen Düsseldorf
- Erfurt – Flugplatz Roter Berg
- Essen/Mülheim an der Ruhr – Flughafen Essen/Mülheim
- Flensburg – Flugplatz Schäferhaus
- Frankfurt am Main – Flugplatz Frankfurt-Rebstock (ab 1936: Rhein-Main) (Drehkreuz)
- Freiburg – Flugplatz Freiburg
- Friedrichshafen – Flughafen Löwental
- Fürth/Nürnberg – Flugplatz Fürth-Atzenhof, ab 1934: Flughafen Nürnberg-Marienberg
- Gera – Flugplatz Gera-Tinz
- Gleiwitz – Flughafen Gleiwitz-Trinneck
- Görlitz – Flugplatz Görlitz
- Goslar – Flughafen Goslar
- Graz – Flughafen Graz-Thalerhof
- Hamburg – Flughafen Hamburg-Fuhlsbüttel (Drehkreuz)
- Hannover – Flughafen Hannover-Vahrenwald
- Hiddensee – Flugplatz unbekannt
- Hirschberg – Flugplatz unbekannt
- Innsbruck – Flughafen Reichenau
- Karlsbad – Flughafen Karlsbad-Espenthor
- Karlsruhe – Flugplatz Karlsruhe
- Kiel – Flughafen Holtenau
- Klagenfurt – Flughafen Klagenfurt-Annabichl
- Köln – Flughafen Köln-Butzweilerhof (Drehkreuz)
- Königsberg – Flughafen Devau
- Konstanz – Flugplatz Konstanz
- Krefeld – Flughafen Krefeld-Bockum
- Langeoog – Flugplatz Langeoog (bis 1945)
- Leipzig/Halle – Flughafen Schkeuditz (Drehkreuz)
- Lübeck/Travemünde – Flughafen Lübeck-Blankensee
- Magdeburg – Flugplatz Magdeburg-Beyendorfer Grund
- Mannheim – Flugplatz Flugplatz Mannheim-Neuostheim
- Marienbad – Flugplatz Marienbad
- München – Oberwiesenfeld (Drehkreuz)
- Norderney – Flugplatz Norderney (bis 1945)
- Osnabrück/Münster – Flugplatz unbekannt
- Plauen – Flugplatz Hof-Plauen
- Posen – Flughafen Posen-Steineck
- Prag – Flughafen Gbell
- Saarbrücken – Flughafen St. Arnual
- Salzburg – Flughafen Salzburg-Maxglan
- Stettin – Flugplatz Am Dammschen See
- Stolp – Flughafen Stolp-Reitz
- Stralsund – Flugplatz unbekannt
- Stuttgart – Flughafen Böblingen
- Swinemünde – Landflugplatz Swinemünde
- Wangerooge – Flugplatz Wangerooge
- Westerland – Flughafen Westerland
- Wien – Flughafen Aspern
- Wyk – Flugplatz Wyk auf Föhr
- Zwickau – Flugplatz Zwickau

Estland
- Tallinn – Flughafen Ülemiste

Finnland
- Helsinki – Flughafen Malmi

Frankreich
- Marseille – Flughafen Marignane
- Paris – Flughafen Le Bourget
- Toulouse – Flugplatz Toulouse-Montaudran

Generalgouvernement Polen
- Krakau – Flughafen Rakowice-Czyżyny
- Warschau – Flughafen Okecie

Griechenland
- Athen – Flughafen Dekelea (Tatoi)
- Rhodos – Flughafen Rhodos-Maritsa[31]
- Thessaloniki – Flughafen Sedes

Großbritannien
- London – Flughafen Croydon

Italien
- Bozen – Flughafen Bozen
- Mailand – Flughafen Taliedo, ab 1937 Linate
- Rom – Flughafen Littorio
- Trient – Flugplatz Gardolo
- Venedig – Flugplatz San Nicolò

Jugoslawien
- Belgrad – Flughafen Belgrad-Surčin
- Skopje – Flughafen Skopje

Lettland
- Riga – Flughafen Riga-Spilve

Litauen
- Kaunas – Flughafen Kaunas

Niederlande
- Amsterdam – Flughafen Schiphol
- Rotterdam – Flugplatz Waalhaven

Norwegen
- Oslo – Flughafen Kjeller; Wasserflugzeuge: Gressholmen

Portugal
- Lissabon – Flugplatz Sintra

Rumänien
- Bukarest – Flughafen Băneasa

Schweden
- Göteborg – Flughafen Göteborg/Torslanda
- Malmö – Flughafen Malmö-Bulltofta
- Stockholm – Flughafen Bromma

Schweiz
- Basel – Flugplatz Basel-Sternenfeld
- Bern – Flughafen Belp
- Genf – Flughafen Cointrin
- Zürich – Flugplatz Dübendorf

Sowjetunion (UdSSR)
- Leningrad – Flughafen Schossejnaja
- Moskau – Flugplatz Chodynka
- Lemberg – Flughafen Lemberg
- Welikije Luki – Flugplatz Welikije Luki

Spanien
- Burgos – Flughafen Burgos
- Barcelona – Flughafen Barcelona-El Prat
- Madrid – Flughafen Madrid-Barajas
- Salamanca – Flughafen Salamanca

Slowakei
- Bratislava – Flugplatz Vajnory
- Piešťany – Flughafen Piešťany

Türkei
- Istanbul – Flughafen Istanbul-Atatürk

Ungarn
- Budapest – Flughafen Budaörs

### Flugziele im Nahen Osten bis 1940
Afghanistan
- Herat – Flugplatz unbekannt
- Kabul[32] – Flugplatz unbekannt

Iran
- Teheran – Flughafen Doshan Tappeh

Irak
- Bagdad[32] – Flughafen Baghdad-West

Syrien
- Damaskus – Flugplatz unbekannt

### Flugziele während des Zweiten Weltkriegs
Bulgarien
- Sofia – Flughafen Sofia-Vrazhdebna

Dänemark
- Kopenhagen – Flughafen Kastrup

Deutschland
- Berlin – Flughafen Tempelhof (hub)
- Breslau – Flughafen Gandau
- Danzig – Flugplatz Danzig-Langfuhr
- Königsberg – Flughafen Devau
- München – Flughafen Riem
- Stuttgart – Flughafen Echterdingen
- Wien – Flughafen Aspern

Griechenland
- Athen – Flughafen Dekelea (Tatoi)
- Thessaloniki – Flughafen Sedes

Italien
- Rom – Littorio
- Venedig – Flugplatz San Nicolò

Jugoslawien
- Belgrad – Flughafen Belgrad-Surčin

Norwegen
- Oslo – Flughafen Oslo-Fornebu

Ergänzend flog die alte Lufthansa planmäßig mit Wasserflugzeugen Flugziele entlang der norwegischen Küste von Trondheim bis Kirkenes an.
Portugal
- Lissabon – Flughafen Lissabon-Portela

Rumänien
- Arad – Flughafen Arad
- Bukarest – Flughafen Băneasa

Schweden
- Stockholm – Flughafen Bromma

Schweiz
- Zürich – Flugplatz Dübendorf

Sowjetunion (UdSSR)
- Białystok – Flugplatz Białystok-Krywlany
- Minsk – Flughafen Minsk-1
- Moskau – Flugplatz Chodynka

Spanien
- Barcelona – Flughafen Barcelona-El Prat
- Madrid – Flughafen Madrid-Barajas

Tschechoslowakei
- Prag – Flughafen Kbely

Türkei
- Istanbul – Flughafen Istanbul-Atatürk

Ungarn
- Budapest – Flughafen Budapest

## Zwischenfälle
- Am 12. März 1937 stürzte eine Heinkel He 111 der Deutschen Lufthansa (Luftfahrzeugkennzeichen D-ALIX), beladen mit Luftpost, bei Bathurst ab. Die vier Besatzungsmitglieder wurden nicht aufgefunden.[33]
- Am 12. November 1937 zerschellte eine Heinkel He 11 der Lufthansa (Luftfahrzeugkennzeichen D-AXAV) auf einem Linienflug von Berlin nach Mannheim bei Schriesheim am Berg Weißer Stein (Odenwald) (10 km östlich von Mannheim). Von den zwölf Personen an Bord wurden 10 getötet (siehe auch Flugunfall der He-111 „Köln“ 1937).[34]
- Am 29. Oktober 1940 kam es mit einer Douglas DC-3-220 der Lufthansa (D-AAIH) auf dem Flughafen Berlin-Tempelhof bei schlechtem Wetter zu einem Startunfall. Beide Piloten kamen ums Leben.; die 12 Passagiere überlebten den Unfall.[35]
- Am 8. November 1940 stürzte eine Junkers Ju 90 der Lufthansa (D-AVMF) auf dem Weg von Berlin nach Budapest bei Brauna, Sachsen, ab. Die 6 Besatzungsmitglieder sowie alle 23 Fluggäste kamen ums Leben. Absturzursache war Vereisung des Leitwerks. Es war der zu diesem Zeitpunkt schwerste Unfall der Deutschen Lufthansa.[36]
- Am 9. Dezember 1942 streifte eine Douglas DC-3-194F der Lufthansa (D-ABBF) im Nebel kurz vor der Landung auf dem Flughafen Madrid-Barajas (Spanien) Bäume und stürzte zu Boden. Alle 24 Insassen überlebten den Unfall.[37]
- Im Jahr 1943 (genaues Datum unbekannt) wurde eine Douglas DC-3-220A der Lufthansa (D-AAIF) an einem unbekannten Ort während eines Luftangriffs zerstört. Personen kamen nicht zu Schaden.[38]
- Am 15. Januar 1944 flog eine von Thessaloniki kommende Junkers Ju 52/3m der Lufthansa (D-ADQW) beim Anflug auf den Flughafen Belgrad-Zemun in einen Hügel. Das Wetter war durch tiefe Wolken in etwa 200 m Höhe bestimmt. Alle drei Besatzungsmitglieder und 2 Passagiere wurden getötet.[39]
- Am 21. April 1944 musste mit einer Douglas DC-3-220B der Lufthansa (D-AAIG) etwa 72 Kilometer südlich des Zielflughafens Oslo-Fornebu (Norwegen) eine Notwasserung im Oslofjord durchgeführt werden. Grund waren Rauch und Feuer von einer Signalfackel, die im Cockpit aktiviert worden war. Von den 20 Insassen kamen 9 ums Leben, alle drei Besatzungsmitglieder und 6 Passagiere.[40]
- Am 14. August 1944 wurde eine Douglas DC-3-220A der Lufthansa (D-AAIE) am Flughafen Stuttgart bei einem Tagesangriff eines USAAF-Bombers des Typs Boeing B-17 Flying Fortress irreparabel beschädigt. Personen kamen nicht zu Schaden.[41]
- Am 20. April 1945 wurde eine Junkers Ju 52 der Lufthansa bei Glienig von sowjetischen Streitkräften abgeschossen. 17 der 18 Personen an Bord kamen dabei ums Leben.[42]

## Dokumentarfilm
- Fliegen heißt Siegen. Die verdrängte Geschichte der Deutschen Lufthansa. Dokumentarfilm von Christoph Weber. WDR/HR 2009.